# توم برينان (لاعب كرة قاعدة)
توم برينان (بالإنجليزية: Tom Brennan)‏ هو لاعب كرة قاعدة أمريكي، ولد في 30 أكتوبر 1952 في شيكاغو في الولايات المتحدة.

## وصلات خارجية
- توم برينان على موقعبيزبول رفرنس.كوم (الدوري الرئيسي) (الإنجليزية)
- توم برينان على موقعبيزبول رفرنس.كوم (الدوري الثانوي) (الإنجليزية)
- توم برينان على موقع مشجعي الرسوم البيانية (الإنجليزية)